# Toledo, Mexiko
Toledo är en ort i Mexiko. Den ligger i kommunen San Juan del Río och delstaten Durango, i den centrala delen av landet, 800 km nordväst om huvudstaden Mexico City. Toledo ligger 1 679 meter över havet och antalet invånare är 247.
Terrängen runt Toledo är platt åt nordväst, men åt sydost är den kuperad. Runt Toledo är det glesbefolkat, med 8 invånare per kvadratkilometer. Närmaste större samhälle är San Juan del Rio, 2,3 km söder om Toledo. Omgivningarna runt Toledo är i huvudsak ett öppet busklandskap.